# Верхуслава Всеволодівна
В'ячеслава або Верхуслава Всеволодівна (1125 — 15 березня 1162) — українська княжна з династії Мономаховичів, донька князя Всеволода Мстиславича, старшого сина Великого князя Київського Мстислава. Княгиня Польщі Мазовецька в шлюбі з Болеславом IV.

## Біографія
Онука Великого князя Київського Мстислава — В'ячеслава (Верхуслава) Всеволодівна народилась близько 1125 р.
Одруження Верхуслави з Болеславом IV відбулось 1137 року. Вважається, що цей шлюб влаштувала мати Болеслава Соломія з Берґу, щоб створити альянс Великого князівства Київського та її сина проти свого пасинка князя Польщі Владислава.
1138 року помер батько зведених братів Болеслава і Владислава польський князь Болеслав III. Згідно з його заповітом, Болеслав отримав Мазовецьке князівство і Східну Куявию, і Верхуслава стала княгинею Мазовецькою.
1141 року вдова-княгиня Соломія організувала зі своїми синами з'їзд в Ленчиці, спрямований проти Владислава. Верхуслава супроводжувала чоловіка на цей собор.
До весни 1146 Владислав захопив Мазовію, усунувши Болеслава, проте несподівано почався заколот в його власних землях, а сам він був відлучений від церкви. В результаті Владислав з сім'єю був змушений виїхати в Священну Римську імперію.
Після перемоги його братів Болеслав отримав князівство Сілезія, сеньйоральні права та титул «Великого князя Польщі». Таким чином В'ячеслава-Верхуслава стала Великою княгинею Польщі.
У шлюбі народила трьох дітей:
- Болеслав (1156—1172)
- N, донька (1160—1178), у 1172/1173 р. дружина українського князя Василька Ярополковича
- Лешек (1162—1186), князь Мазовії.

В'ячеслава-Верхуслава була похована в соборі в Плоцьку. Після її смерті Болеслав передав в Цистерціанський монастир в пам'ять про неї Євангеліє, яке називалося «Євангеліє Анастасії».
Після смерті В'ячеслави-Верхуслави Болеслав близько 1173 р. одружився з українською князівною Марією Володимирівною, донькою Галицького князя Володимира Володаровича.